# Республиканский академический немецкий драматический театр
Республиканский академический немецкий драматический театр (нем. Republikanische Akademisches Deutsche Dramatischen Theater , каз. Республикалық академиялық неміс драма театры) — учреждение культуры в Алма-Ате.

## История театра
6 февраля 1975 года был подписан приказ Министерства культуры КазССР № 34 о создании первого немецкого театрального коллектива в Казахской ССР, основные цели и задачи которого были определены Министерством культуры КазССР как «улучшение возможностей развития и сохранения культурного наследия граждан немецкой национальности, живущих в Республике». Через пять лет в город Темиртау прибыли 29 дипломированных артистов, получивших образование в Высшем театральном училище имени М. С. Щепкина при Малом театре города Москвы.
Открытие театра состоялось 26 декабря 1980 года спектаклем «Первые» по пьесе Александра Раймгена о взаимоотношении казахов с немцами. Режиссёром спектакля и первым руководителем труппы был Эдуард Аракелов.
В репертуаре первых лет были представлены немецкие классические драматурги, современные авторы, русско-немецкие и русские авторы. В 1983 году студент-дипломник Булат Атабаев поставил на сцене немецкого театра спектакль по пьесе Фридриха Шиллера «Коварство и Любовь», этот спектакль стал победителем Республиканского конкурса драматических театров. Впоследствии Атабаев вернулся в театр в качестве режиссера. В 1987 году на Республиканском фестивале драматических театров профессиональной критикой был признан одним из лучших спектакль «Свой очаг» по пьесе Андреаса Закса. В 1988 году был поставлен спектакль «Мы не пыль на ветру», в котором поднимались вопросы восстановления республики на Волге и реабилитации немецких переселенцев.
В конце 1980-х годов театр много гастролировал; активной работой немецкого театра и его политической позицией заинтересовались в Германии, и представители театра были приглашены к участию в конференции «О национальном театре» в немецко-сербском театре в городе Баутцен — единственном театре национального меньшинства в ГДР. В 1987 году главный режиссёр театра Булат Атабаев поехал в ФРГ с целью наладить контакты и решить проблему подготовки кадров для труппы театра, после чего актеры получили приглашение для повышения квалификации в городах Ульм и Мюнхен.
В 1989 году театр переехал в Алма-Ату. В начале 1990-х годов началась массовая миграция немцев из Казахстана в Германию, и в 1993 году в результате миграции из первоначального состава в театре остались только актриса Лидия Давыдовна Ганн и закройщик-модельер Татьяна Алексеевна Савченко. Немецкая студия в Москве закрылась, и театр стал ощущать дефицит немецкоговорящих актеров. В то же время в Германии было принято решение поддержать немецкую культуру в Казахстане, в том числе немецкий театр: было решено открыть  немецкую театральную академию при Казахском государственном институте театра и кино имени Т. К. Жургенова . Для преподавания были приглашены специалисты из ФРГ.
Первый набор немецкой академии состоялся в 1992-м году. Это были 20 молодых немцев, отобранных из 50-ти желающих, живущих в Казахстане и приграничных регионах. Второй набор был объявлен в следующем – 1993-м году. Студенты этих двух курсов сразу стали актерами театра.
Возглавивший академию специалист из ФРГ, доцент актерского мастерства господин Вернер Виер Брингель (творческий псевдоним Фрайтаг) наладил интенсивный учебный процесс. Студенты академии учились и одновременно имели возможность выступать на театральной сцене. В 1996 году состоялся первый выпуск немецкой группы.
Два театральных выпуска Академии в 1996-м и 1997-м годах стали основой вновь созданного и ныне существующего Немецкого театра.
Выпускницей второго выпуска была Наташа Дубс, которая сегодня является главным режиссером и художественным руководителем театра.
Это было новое, совсем другое поколение актеров, получивших европейское театральное образование, что не могло не повлиять на актерскую технику и на театральную эстетику театра в целом.
Дипломная работа выпускников второго набора Академии спектакль «Поле чудес» по пьесе И. Лаузунд открыла Немецкий театр в Алматы миру. Успех спектакля в гастрольной поездке по Германии в 1998-м году имел неожиданное для театра продолжение. Он был приглашен вне конкурса на фестиваль немецкоговорящих студенческих групп в Мюнхене, где восхищенное жюри присудило ему специальный приз — поездку на международный фестиваль «Театральный форум» в Ганновер. Театр гастролировал по Европе: Австрия, Германия, Нидерланды, Швейцария, Венгрия, Румыния, после гастролей труппу театра пригласили в Штутгарт по стипендиальной программе Академии замка Солитюд. Театром в то время руководил молодой режиссёр Виктор Немченко.
После громкого успеха Немецкий театр стал знаменитым в Европе и получил европейское название DTA (Deutsches Theater Almaty). Отныне он стал известен как свободная площадка для совместных проектов с режиссерами Европы, России и Азии, живым местом для дискуссий и творческих экспериментов. Новый стиль был немного хаотичным, но ярким и вызывающим. Театр шел своим путем и являлся единственным экспериментальным театром страны, играющим на немецком языке и имеющим в репертуаре одновременно Г. Белля, Б. Брехта, Ф. Шиллера, М. Ауэзова, Мольера, С. Мрожека, Е. Шварца, А.Чехова, И. Гете, А. Жарри, Т. Уильямса, Д. Джойса, У. Шекспира, Г. Бюхнера, Р. Шимпельпфенинга.
В 2004 году в театр в качестве главного режиссера вернулся Булат Атабаев. Это был период, когда в театр активно приглашались иностранные режиссёры: Джеффри Черч (Великобритания) поставил спектакль «Макбет» У. Шекспира; Фредерике Фельбек (Германия) — «Немецкий как иностранный» по пьесе Арны Арлей (Литва); Кристоф Фетрие (Франция) — «Миры в переходах» по мотивам романа Джеймса Джойса «Улисс», Катарина Шмеер (Германия) при действии института Гёте в Казахстане - «Дай жару!» по произведениям Лорио. Ставились также новые спектакли казахстанских режиссёров — Ирина Симонова поставила музыкальную сказку для взрослых по произведению М. Горького «Девушка и Смерть»; сам Булат Атабаев создал спектакль по собственной пьесе о судьбе актрисы театра, вернувшейся на историческую родину в Германию, — «Леди Мильфорд из Алматы». В сентябре 2006 года театр принял участие в Международном театральном фестивале «Шелковый путь» в городе Мюльхайм (Германия).
После Атабаева главным режиссёром театра стала Ирина Симонова. В 2007 году спектакль «Девушка и Смерть» удостоился специальной награды «За оригинальное воплощение аллегорических образов» на фестивале в Астане. В конце 2008 года немецкий театр со спектаклем «Леди Мильфорд из Алматы» участвовал в театральном фестивале «Камерата-08» в Челябинске и получил специальный приз «За художественно-убедительное освоение актуальной социальной проблематики». В начале 2009 года театр со спектаклем «Девушка и Смерть» осуществил гастроли по городам Германии в рамках «Года Казахстана в Германии». Приглашенный из Германии режиссёр Марсель Крон, имеющий консерваторское образование, поставил спектакль-мюзикл «Гетто» по пьесе Иешуа Соболя. Премьера постановки состоялась 5 марта 2014 г. «Этот спектакль я ставлю впервые. Труппа немецкого театра — это настоящий ансамбль, где актеры вдохновляют друг друга. Я видел много постановок этого театра, все они необычные, у них есть „изюминка“ и особый стиль. Жаль, что у этого театра нет условий лучше, чтобы показывать свои спектакли», — сказал Марсель Крон. Специально для спектакля композитор Александр Портнов (Израиль) написал музыку. Песни, которые исполняют артисты, были написаны участниками событий, о которых идет речь в спектакле.
В связи с начавшейся в 2007 году, затянувшейся на много лет и бесславно завершившейся реконструкцией здания театра на Сатпаева-Розыбакиева, коллектив лишился собственной сцены. Кочевая жизнь по арендованным сценическим площадкам в течение 12 лет не стала препятствием для активной творческой деятельности. 
В репертуаре Немецкого театра этого периода – спектакли по пьесам классиков и современников немецкой драматургии, зарубежных и казахстанских драматургов. 
В 2014 году художественное руководство немецким театром переходит к Наташе Дубс. В актёрский состав  вливаются её ученики – выпускники немецкого курса Казахской национальной академии искусств им. Темирбека Жургенова. Дипломный спектакль этого курса «ДА.НЕТ» принимает участие в студенческом фестивале в городе Брно (Чехия), в театральном фестивале в городе Мирянг (Южная Корея). 
Под руководством Наташи театр продолжает начатый в 90-х курс на интеграцию в культурную жизнь города и страны: участие в театральных фестивалях; инициирование совместных проектов с различными культурными институтами; участие в городских и государственных мероприятиях. 
В 2016 году при театре открывается Лаборатория, в которой актёрами, студентами и режиссёрами создаются собственные проекты. 
Театр продолжает устанавливать и поддерживать связь с европейским театральным сообществом. В 2017 году театр совершен беспрецедентный гастрольный имиджевый Евротур со спектаклем «Карагоз» по пьесе Мухтара Ауэзова по пяти европейским столицам: Берлин, Париж, Брюссель, Вена и Москва. 
С осени 2018 года Республиканский академический немецкий драматический театр переживает очередной интересный период своей жизни, осваивая локацию по ул. Папанина, 70/1. Это достаточно удаленный от культурного центра Алматы район частного сектора со слаборазвитой инфраструктурой. Несколько лет понадобилось, чтобы собрать сюда своего зрителя. Но театр не теряет надежды, что сможет собирать полные залы.
Сейчас в труппе театра 28 ярких, самобытных, талантливых актеров. В большинстве своем это выпускники немецкого курса Академии Жургенова разных лет. Педагогом и мастером выпусков 2013, 2019, 2024, а также студентов набора 2024 года является Наташа Дубс. Студенты каждого нового набора сразу вливаются в коллектив и постигают актерскую профессию непосредственно на театральной сцене. Этот алгоритм преемственности – главное доказательство сохранения в театре традиций, заложенных в 90-е годы.
Благодаря постоянно вливающейся «молодой крови» Немецкий театр сохраняет свою молодость.
Сегодня в репертуаре театра лучшие образцы мировой классики: «Три сестры» Чехова, «Ревизор» Гоголя, «Сон в летнюю ночь» Шекспира Они звучат со сцены театра в оригинальном режиссерском прочтении.
Также представлены спектакли по пьесам современных европейских авторов: «Бреющие полеты» (Керстин Шпехт). Спектакли на немецком языке: «Финальный хор» (Бото Штраус), «Андорра» (Макс Фриш),  «Господин и госпожа Пичем» (по мотивам произведений Бертольда Брехта), «Wolgakinder» (по мотивам романа Гузель Яхиной «Дети мои», «Войцек» (Генрик Ибсен).
Есть в репертуаре и произведения казахских авторов. Например, одной из самых ярких работ театра является спектакль «Карагоз» по пьесе Мухтара Ауэзова. По отзывам специалистов, это очень современный спектакль, сотканный на основе европейских пластических театральных традиций. Постановка является плодом совместных усилий с Институтом им. Гёте, с помощью которого пьеса впервые в мире была переведена на немецкий язык. Спектакль идет на трех языках — немецком, казахском, русском. Совместно с режиссером Наташей Дубс постановщиком этого красивого театрального проекта выступил известный хореограф из Германии Флориан Бильбао.
Республиканский академический немецкий драматический театр по-прежнему является единственным профессиональным немецким театром на территории СНГ, одним из институтов, сохраняющих и популяризирующих немецкий язык и культуру Германии. Следуя этой миссии, он активно сотрудничает с немецкими культурными центрами «Wiedergeburt», Ассамблеей народа Казахстана; находится в тесном партнёрстве с Гёте Институтом в Казахстане, Генеральным консульством и посольством Федеративной Республики Германия в Казахстане.
Немецкий театр – это прежде всего профессиональный театр, стремящийся быть высокохудожественным и современным, своеобразным островком европейской культуры в Центральной Азии. Подобно своим основателям он жил и продолжает жить и творить, оставляя все невзгоды далеко от глаз дорогого зрителя.